# Идер
Идер (Идер гол) (на монголски: Идэр гол) е река в Западна Монголия, дясна съставяща на река Селенга, вливаща се в езерото Байкал. С дължина 452 km и площ на водосборния басейн 24 555 km² река Идер води началото си от малко безименно езеро, разположено на 2849 m н.в. на северния склон на планината Хангай. По цялото си протежение тече в широка степна долина през северозападните разклонения на планината, в горното течение на север, в средното – на изток, а в долното – на североизток. На 49°15′44″ с.ш. и 100°40′45″ и.д. и на 1179 m н.в. се съединява с идващата отляво река Делгер Мурен и двете заедно дават началото на река Селенга. Основни притоци: леви – Дзагастайн гол, Хуягтийн гол, Нухетийн гол, Бугат гол; десни – Гунин гол, Тегшийн гол, Ходжулин гол, Дзартин гол, Дод Цецухийн гол, Хунджилийн гол, Харцатин гол, Чулуут гол (най-голям приток). Има предимно дъждовно подхранване и ниско пролетно пълноводие, обусловено от топенето на снеговете, редки летни прииждания в резултат от поройни дъждове във водосборния ѝ басейн, а от ноември до март – ясно изразено маловодие. Среден годишен отток в долното течение – 57 m³/s. Замръзва през ноември, а се размразява през април. Протича през слабо населени райони, където са разположени няколко малки селища – Идер, Телмен, Тосон Ценгел, Жаргалант, Дзурх.